# Toyota Formula Atlantic
La Toyota Formula Atlantic è una vettura da competizione realizzata dalla Toyota.

## Sviluppo
Dopo l'acquisizione della Toyota della sponsorizzazione principale della Formula Atlantic nel 1989, venne decisa l'introduzione di una nuova vettura da impiegare nel campionato.

## Tecnica
Come propulsore le nuove Toyota Formula Atlantic impiegavano un 4 cilindri 4A-GE DOHC da 225 cv di potenza derivato dalla Toyota MR2. A partire dal 1995, tale propulsore è stato elaborato dalla Hasselgren Racing Engine, che ne sviluppò la potenza a 240 cv. La gestione del propulsore avveniva tramite un cambio manuale a sei marce, mentre la velocità massima era di 265 km/h. Il telaio era realizzato in fibra di carbonio dalla ditta californiana Swift.

## Attività sportiva
L'attività del mezzo, in forza ai vari team, durò tra il 1989 e il 2006, anno in cui l'azienda nipponica ritirò la fornitura dei propulsori.